# Ajjavara, Chik Ballapur
Ajjavara là một làng thuộc tehsil Chik Ballapur, huyện Kolar, bang Karnataka, Ấn Độ.